# Миленко Живановић
Миленко Живановић (Ратковићи, код Сребренице, 30. мај 1946) је генерал-потпуковник Војске Републике Српске у пензији.

## Биографија
Рођен је 30. маја 1946. у селу Ратковићи - Дучићи, општина Сребреница, од оца Видоја и мајке Обреније. Поред њега родитељи су имали још троје дјеце. Ожењен је и има двије кћери. По националности је Србин. Крсна слава породице је Свети великомученик Георгије - Ђурђевдан (6. мај) (пренесена из Дучића).
Завршио је основну школу 1962. године (прва четири разреда у селу Ратковићи, 5. и 6. разред у Сребреници, а 7. и 8. у Рогачици, Република Србија), Гимназију у Сребреници 1966, Војну академију Копнене војске - смјер артиљерија 1970. у Београду и Задру и Командно-штабну академију Копнене војске 1982. године у Београду. Завршио је курс командира командних батерија и курс команданата дивизиона.
Произведен је у чин потпоручника артиљерије 20. јула 1970. године, а унапријеђен у чин поручника 20. јула 1973, капетана 20. јула 1976, капетана прве класе 20. јула 1979, мајора 20. јула 1983, потпуковника 20. јула 1988, пуковника 4. новембра 1991. (ванредно), генерал-мајора 10. јула 1993. (ванредно) и генерал-потпуковника 12. јула 1995. године (ванредно). Обављао је дужности: командир вода 1970-1971, Пула; командир батерије 1971-1978, Карловац; наставник у Артиљеријском школском центру 1978-1990, Задар; начелник штаба мјешовитог противоклопног пука 1990-1991, Бенковац; командант 557. мјешовитог противоклопног пука 9. корпуса 1991-1992, Бенковац; начелник артиљерије у Команди 2. војне области 1992, Сарајево; начелник артиљерије у Главном штабу Војске Републике Српске 1992; командант Дринског корпуса 1. новембра 1992. до 13. јула 1995. 
Пројектовао је и изградио наставни кабинет артиљеријског правила гађања (наставио иновационо средство са комплексном наставном дидактичком функцијом), који је инсталиран у школском центру у Задру. Био је члан тима у изради Артиљеријског правила гађања. Службовао је у гарнизонима: Пула, Карловац, Задар, Бенковац, Сарајево и Ваљево.
Учествовао у одбрамбеном рату од 17. августа 1990. до 13. маја 1992. у Републици Српској Крајини на дужности команданта мјешовитог противоклопног пука и у Републици Српској на дужности начелника артиљерије у Главном штабу Војске Републике Српске од 13. маја 1992. до 1. новембра 1992. и команданта Дринског корпуса од 1. новембра 1992. до 13. јула 1995. и на располагању команданту Главног штаба Војске Републике Српске од 13. јула 1995. до 21. новембра 1995. године. Приликом извршења посебног задатка деблокаде и спречавања уништења српског становништва у рејону Горажда, 27. августа 1992. године у селу Кукавице, општина Рогатица, тешко је рањен стрељачким оружјем из муслиманске засједе. Погођен је у грудни кош са четири зрна, од тога једно распрскавајуће. Остао је трајно неспособан за војну службу као ратни војни инвалид четврте категорије.
Пензионисан је 31. децембра 1995. године, као трајно неспособан, ратни војни инвалид 4. категорије, посљедица рањавања у борби. Послије пензионисања живи са породицом у Ваљеву. Ангажован је у обнови живота у ратом уништеним српским селима средњег Подриња. Дао је видан допринос у планирању и изградњи моста на Дрини (Братунац - Љубовија). Наставио је да се бави пчеларством обнављајући у рату уништени родитељски пчелињак у родном му селу Дучићима.
Појавио се као свједок одбране пред Хашким трибуналом у процесу против Радована Караџића. Током свједочења је између осталог изјавио: „Понављам, стоти пут ћу поновити. Ми смо тада били у ратном односу, двије зараћене стране. Али немојте ми у сваком питању потурати муслимански народ. Схватате ли Ви да мени никада муслимански народ није био непријатељ. Никада, нити ће икад бити нити може бити“.

## Одликовања и признања
Одликован у ЈНА: 
- Орден за војне заслуге са сребрним мачевима (1979)
- Орден Народне армије са сребрном звездом (1986)
- Орден за војне заслуге са златним мачевима (1991)
- Орден за храброст

Одликован у ВРС: 
- Орден Карађорђеве звијезде првог реда.